# Починки (Ногинский район)
Починки — деревня в Ногинском районе Московской области России, входит в состав сельского поселения Ямкинское. В деревне имеется фельдшерский медицинский пункт, библиотека имени В. Г. Белякова и магазин «Пятёрочка»

## Население
| 1852 | 1859 | 1890 | 1926 | 2002 | 2006 | 2010 |
| ---- | ---- | ---- | ---- | ---- | ---- | ---- |
| 276  | ↗302 | ↘128 | ↗801 | ↘309 | ↘258 | ↗435 |

## География
Деревня Починки расположена на северо-востоке Московской области, в северной части Ногинского района, примерно в 54 км к востоку от центра города Москвы и 6 км к северу от центра города Ногинска, по правому берегу реки Черноголовки бассейна Клязьмы.
В 7 км к югу от деревни проходит Горьковское шоссе М7, в 2 км к западу — Московское малое кольцо А107, в 22 км к востоку — Московское большое кольцо А108. Ближайшие населённые пункты — деревня Соколово и село Ямкино.
В деревне семь улиц — Горького, Луговая, Первомайская, Пятницкая, Шоссейная, Рождественская и Советская, зарегистрировано садоводческое товарищество (СНТ).

## История
В середине XIX века деревня относилась ко 2-му стану Богородского уезда Московской губернии и принадлежала корнету Н. И. Иохемзину, в деревне было 37 дворов, крестьян 124 души мужского пола и 152 души женского.
В «Списке населённых мест» 1862 года — владельческая деревня 2-го стана Богородского уезда Московской губернии по правую сторону Троицкого тракта (из Богородска в Сергиевскую Лавру), в 10 верстах от уездного города и 22 верстах от становой квартиры, при реке Починовке, с 50 дворами и 302 жителями (140 мужчин, 162 женщины).
По данным на 1890 год — деревня Ямкинской волости 3-го стана Богородского уезда с 128 жителями, при деревне было семь полушёлковых фабрик.
В 1905 году в деревне была построена школа 1-й ступени.
В 1913 году — 98 дворов и земское училище.
По материалам Всесоюзной переписи населения 1926 года — центр Починковского сельсовета Пригородной волости Богородского уезда в 5,3 км от Глуховского шоссе и 8 км от станции Богородск Нижегородской железной дороги, проживал 801 житель (361 мужчина, 440 женщин), насчитывалось 189 хозяйств, из которых 114 крестьянских, имелись школа 1-й ступени и метеорологическая станция.
С 1929 года — населённый пункт Московской области.
В 1930-е годы в деревне жил отец Белякова А. В., В. Г. Беляков. Его жена, А. М. Белякова, работала учителем в земской школе
В 1970-е годы школа сгорела, а на её месте была построена библиотека
С 2020 по 2021 год велась реконструкция библиотеки имени Пушкина А. С., впоследствии она была переименована в библиотеку имени В. Г. Белякова
Административно-территориальная принадлежность
1929—1930 гг. — центр Починковского сельсовета Богородского района.
1930—1954 гг. — центр Починковского сельсовета Ногинского района.
1954—1963, 1965—1994 гг. — деревня Ямкинского сельсовета Ногинского района.
1963—1965 гг. — деревня Ямкинского сельсовета Орехово-Зуевского укрупнённого сельского района.
1994—2006 гг. — деревня Ямкинского сельского округа Ногинского района.
С 2006 года — деревня сельского поселения Ямкинское Ногинского муниципального района.